# Philip Haagdoren
Philip Haagdoren (25 juni 1970) is een Belgisch voetbaltrainer en oud-voetballer. Hij was als coach geruime tijd actief bij Lommel United (voorheen KVSK United). Hij is de zoon van gewezen voetballer Fons Haagdoren.

## Clubcarrière
Haagdoren begon op jonge leeftijd te voetballen bij SK Lommel, de ploeg waar hij in 1990 zijn debuut maakte in de Belgische Tweede Klasse. In 1992 stootte Haagdoren met Lommel door naar de Eerste Klasse.
Dat leverde hem dat jaar nog een transfer op naar RSC Anderlecht. Haagdoren werd er een vaste waarde op het middenveld en won met RSC Anderlecht dat jaar de Beker van België en de landstitel. Dat laatste deed hij een jaar later nog eens over met paars-wit. Tijdens het seizoen 1995-'96 verhuurde RSC Anderlecht de Limburger vanaf januari 1996 aan SK Beveren.
Op het einde van het seizoen kon Haagdoren, gezien het net in werking getreden Bosmanarrest, transfervrij vertrekken bij Anderlecht, waar zijn contract op 30 juni 1996 afliep. Haagdoren trok naar Lierse SK, waar hij onder trainer Eric Gerets een basispion werd. Lierse speelde dat seizoen landskampioen. Uiteindelijk bleef Haagdoren tot 1999 bij Lierse alvorens naar Germinal Beerschot te trekken. Op het moment van Haagdorens vertrek werd Lierse reeds gecoacht door Walter Meeuws, nadat Gerets naar Club Brugge was vertrokken. 
Daar was hij gedurende 5 seizoenen een vaste waarde en besloot dan om zijn spelerscarrière af te bouwen en trok in 2004 naar KVSK United, een club uit Derde Klasse. In 2005 promoveerde hij met die club naar de Tweede Klasse en een jaar later kon de club net niet doorstoten naar de Jupiler League.
In februari 2007 werd hij aangesteld als trainer van KVSK United, na het ontslag van René Trost, waarna hij het behoud van de tweedeklasser verzekerde.
In de zomer van 2007 zette hij een stapje terug om assistent-coach te worden bij KVSK United.

## Trainerscarrière
- 02/2007-06/2007 KVSK United (speler-trainer)
- 07/2007-06/2010 KVSK United (assistent-coach)
- 07/2010-09/2011 Lommel United (assistent-coach)
- 09/2011-06/2013 Lommel United
- 08/2013-06/2014 Lommel United (assistent-coach)
- 06/2014-06/2016 Lommel United (sportief directeur)
- 06/2016-12/2016 Bocholter VV

## Trivia
- In 1995 was Haagdoren samen met toenmalig Anderlecht-voorzitter Constant Vanden Stock (1914–2008) en Anderlecht-ploegmaats John Bosman, Yaw Preko, Marc Emmers, Bruno Versavel en Danny Boffin te zien in een aflevering van F.C. De Kampioenen (Mijnheer Constant, seizoen 6). Aan het einde van de aflevering hebben zij een cameo.